# ザ・バイクライダーズ
『ザ・バイクライダーズ』（The Bikeriders）は、2023年のアメリカ合衆国の犯罪ドラマ映画。脚本・監督はジェフ・ニコルズ、出演はオースティン・バトラー、ジョディ・カマー、トム・ハーディなど。
写真家ダニー・ライオンがシカゴのバイク乗りの日常を撮影した同名写真集に着想を得た作品で、1960年代のシカゴを舞台に、架空のモーターサイクル・ギャングであるヴァンダルズ・モーターサイクル・クラブの生活を描いている。

## キャスト
※括弧内は日本語吹替
- ベニー - オースティン・バトラー（金城大和）
- キャシー - ジョディ・カマー（木下紗華）
- ジョニー - トム・ハーディ（宮内敦士）
- ジプコ - マイケル・シャノン（秋葉恭平）
- ダニー・ライオン - マイク・ファイスト（篠原孝太朗）
- カル - ボイド・ホルブルック（野坂尚也）
- ブルーシー - デイモン・ヘリマン（藤田将利）
- ワフー - ボー・ナップ（木内太郎）
- ゴキブリ - エモリー・コーエン（安斎龍太）
- コーキー - カール・グルスマン（初村健矢）
- ザ・キッド - トビー・ウォレス（英語版）（室井海人）
- ファニー・ソニー - ノーマン・リーダス（江頭宏哉）
- ビッグ・ジャック - ハッピー・アンダーソン（英語版）（山下タイキ）
- ゲイリー・ローグ・リーダー - ポール・スパークス（英語版）（菊池康弘）
- バーテンダー - ウィル・オールダム（英語版）
- ドナ - マギー・クレイマー（坂本悠里）
- ポーリー - トニー・ドノ（山田浩貴）
- ヘンリー - マイク・エンドソ（山口恵）
- ディンギー - ヴァレリー・ジェーン・パーカー（大久保藍子）
- ジミー - ネイサン・ネオアー（田中進太郎）
- 父親 - ポール・ディロン（金城慶）
- ベティ - レイチェル・リー・コリス（金田愛）
- デヴィッド - マイケル・アボット・Jr.（上住谷崇）
- バーバラ - エリン・スカーバク（福原綾香）
- 日本語版制作スタッフ 演出：岩田敦彦、翻訳：高部義之、録音・調整：須佐文、制作：IMAGICAエンタテインメントメディアサービス

## 公開

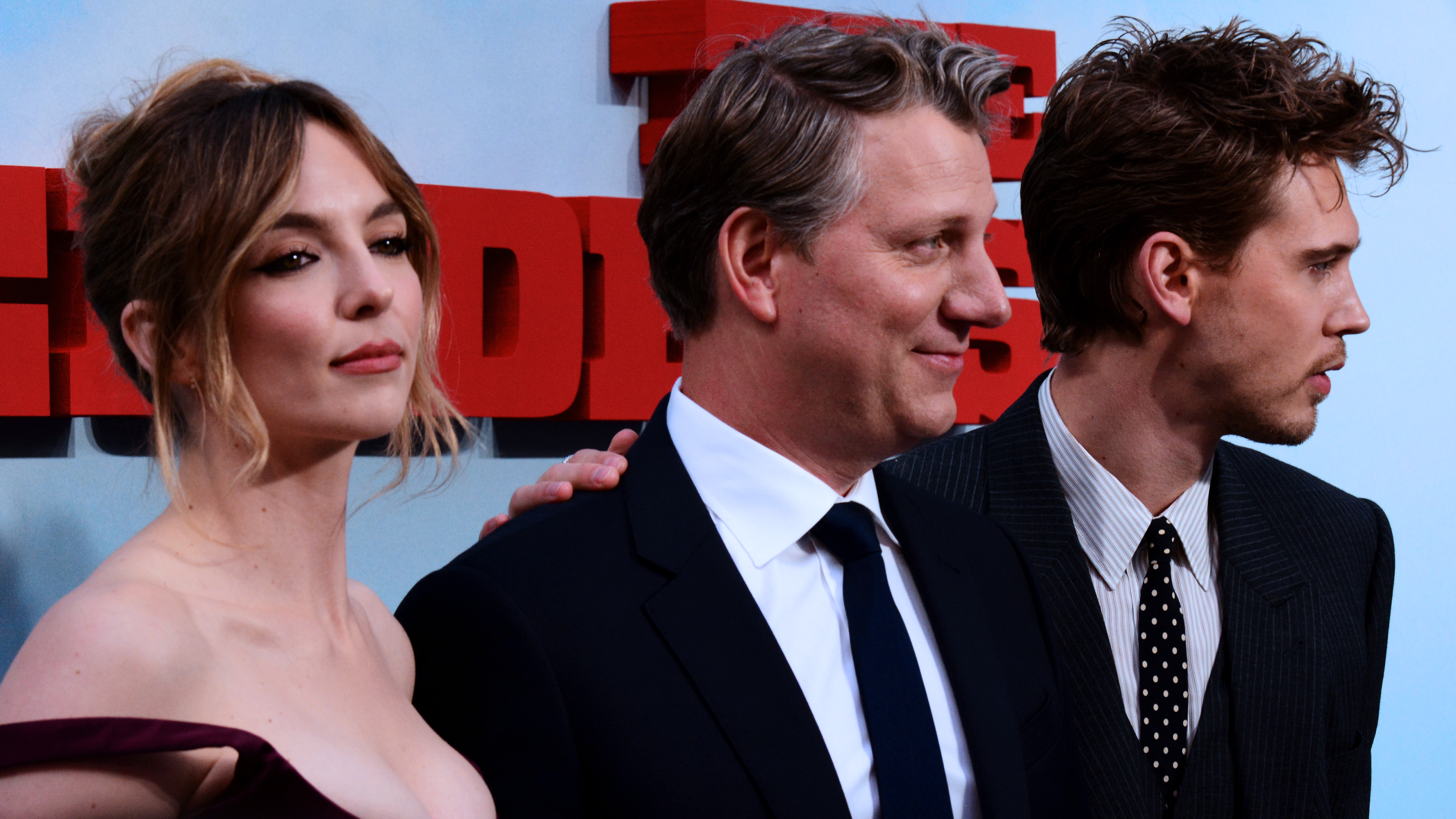
ロンドンでの映画プレミアに出席したジョディ・カマー、ジェフ・ニコルズ、オースティン・バトラー

2023年8月31日、第50回テルライド映画祭のオープニング作品としてプレミア上映された。当初は、20世紀スタジオによって、賞レースシーズンに間に合わせるため、2023年12月1日に劇場公開される予定だったが、 SAG-AFTRAストライキ（2023年7月 - 11月）により、キャストが映画の宣伝をすることができなくなり、7月に公開スケジュールから外された。
2023年12月、フォーカス・フィーチャーズは、本作を2024年6月21日に米国で劇場公開することを発表した。

## 作品の評価

### 映画批評家によるレビュー
Rotten Tomatoesによれば、278件の評論のうち高評価は80%にあたる223件で、批評家の一致した見解は「カリスマ性のあるキャストと、脚本兼監督のジェフ・ニコルズによるリアルなアプローチに支えられた『ザ・バイクライダーズ』は、ありきたりながらもインパクトのある視点でバイク文化を描いている。」となっている。Metacriticによれば、53件の評論のうち、高評価は40件、賛否混在は11件、低評価は2件で、平均点は100点満点中70点となっている。

### 興行収入
2024年8月25日時点で、『ザ・バイクライダーズ』はアメリカとカナダで2,170万ドル、その他の地域で1,400万ドル、全世界では総額3,580万ドルの興行収益を上げている。